# Convento del Corpus Christi (Bornos)

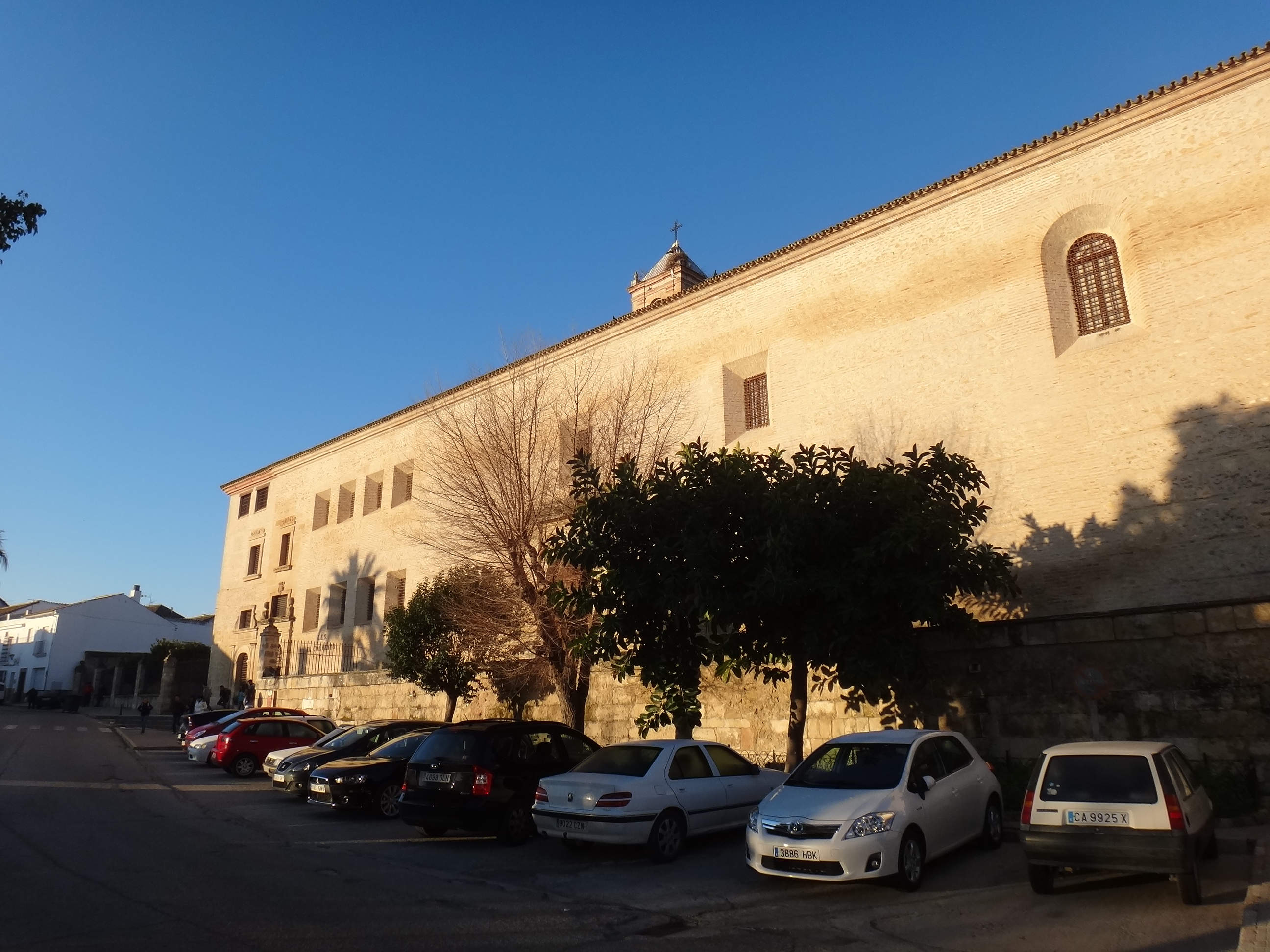
Exterior

El antiguo convento del Corpus Christi de Bornos, provincia de Cádiz (España) fue fundado por Per Afán de Ribera, primer duque de Alcalá de los Gazules, marqués de Tarifa, que falleció en Nápoles en 1571. Éste dispuso en su testamento que se fabricara en Bornos una casa-hospital o colegio para que a ella vinieran a vivir «doce criados hidalgos, escuderos de la casa del señor Duque, u otros hombres buenos y limpios de sangre de su estado». 
En la actualidad alberga al Instituto de Enseñanza Secundaria “El Convento”.

## Construcción

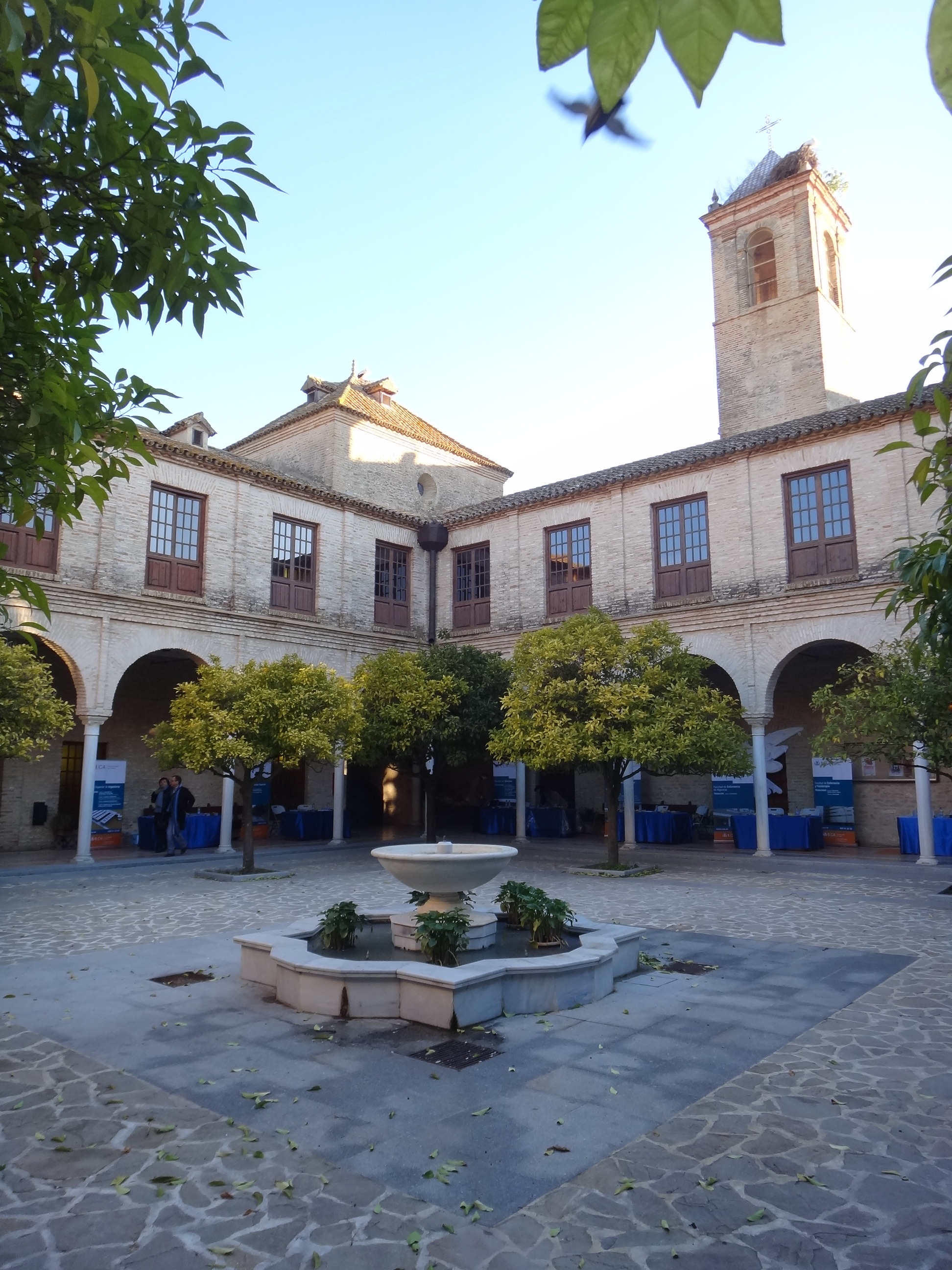
Vista desde el patio

Las obras comenzaron en 1572, siendo el licenciado Pedro de Vargas, junto con el maestro de obras de la Catedral de Sevilla quienes llevaron a cabo el replanteo y comienzo de su construcción. La supervisión de esta parte del testamento le fue confiada a D. Juan de Ribera, hijo ilegítimo del testador, patriarca de Antioquía y Arzobispo de Valencia, hoy conocido como San Juan de Ribera. 
Cuando la obra iba por la mitad, vino a verla en 1573 el patriarca y le pareció que era muy grande, con viviendas altas y muchas subidas de escalera, por lo que no le agradó para albergar a los ancianos y paralizó las obras. Para cumplir lo mandado por el señor Duque, ordenó que en la misma plazuela, enfrente, se tomase otro sitio y se comprasen algunas casas en donde se hizo el colegio, ya más cómodo y recogido para casa-hospital. La otra obra grande se destinó para convento de monjas, lo que se autorizó en 1593 por el papa Clemente VII. 
En el año 1597 quedó inaugurado el convento. Desde el primer momento se decidió poblar el convento con clarisas, pero no había monjas de esa orden, por lo que las primeras monjas en ocuparlo fueron de la orden cisterciense, procedentes del Colegio de las Dueñas de Sevilla, pero bajo la regla clarisa, más rígida. Ello motivó que más tarde las monjas cistercienses decidieran volverse a Sevilla y entonces, a solicitud del patriarca, vinieron de Alcalá de los Gazules cuatro monjas de la orden de Clarisas Franciscanas. 

## Abandono

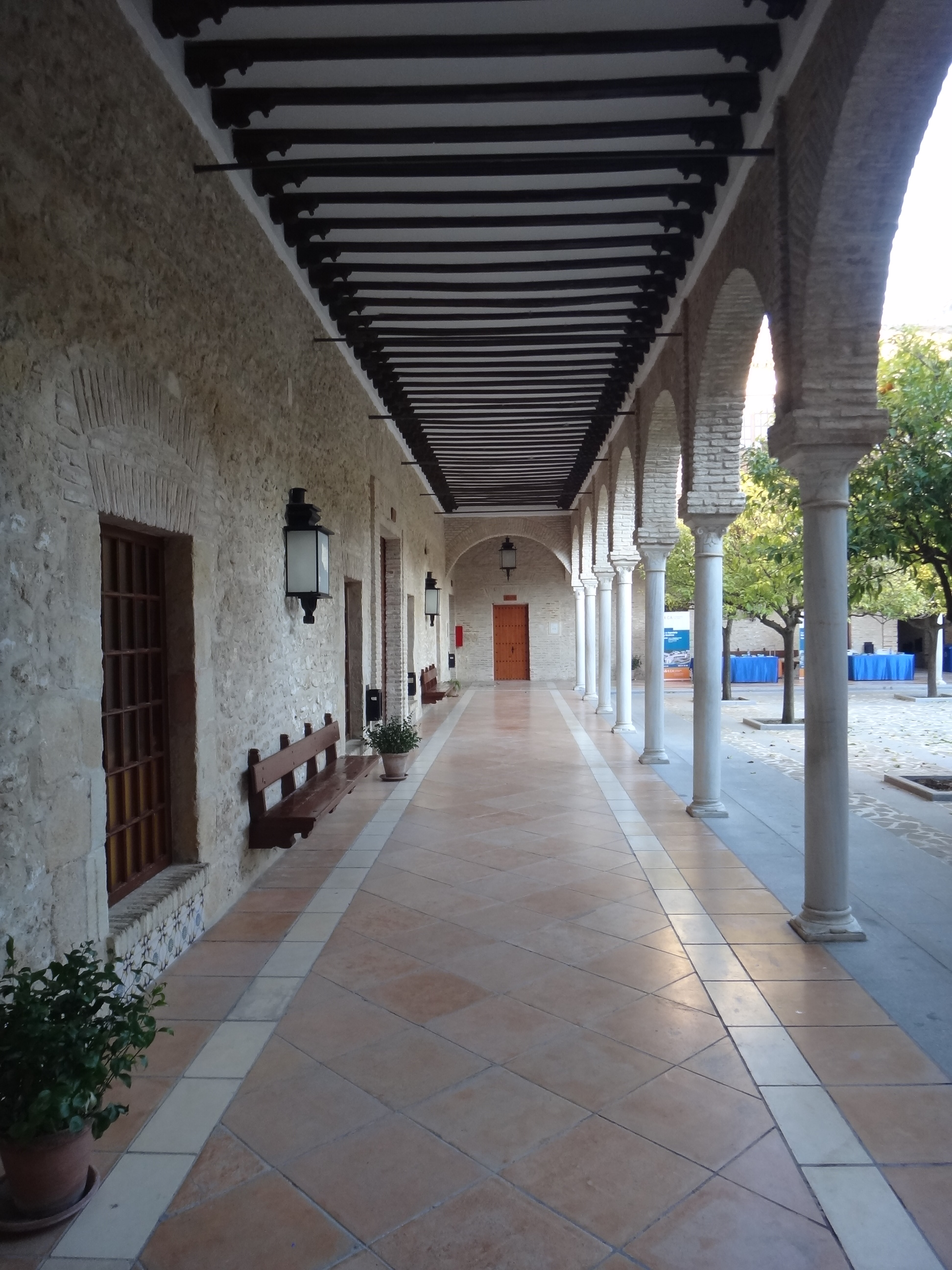
Arcos

La fundación se consolidó y pervivió hasta el año 1973, en que fue abandonado por encontrarse en ruinas. Desde su fundación hasta su clausura, el convento pasó por varios incendios, siendo el mayor el sufrido el 13 de abril de 1685, en el que la capilla quedó totalmente destruida e inutilizada, conservándose solo de ella un gran arco toral con dos escudos de la casa de Alcalá, además de pleitos entre las monjas, el tribunal eclesiástico y los fundadores. 
Tras el total abandono, el Ayuntamiento compró el edificio, para cederlo, un año después, a la Caja de Ahorros de Jerez, que lo restauró y lo destinó a Centro de Formación Profesional y club de Ancianos, reservándose ciertas dependencias para uso común, como el gran salón de actos. En la actualidad alberga al Instituto de Enseñanza Secundaria “El Convento”.

## El edificio

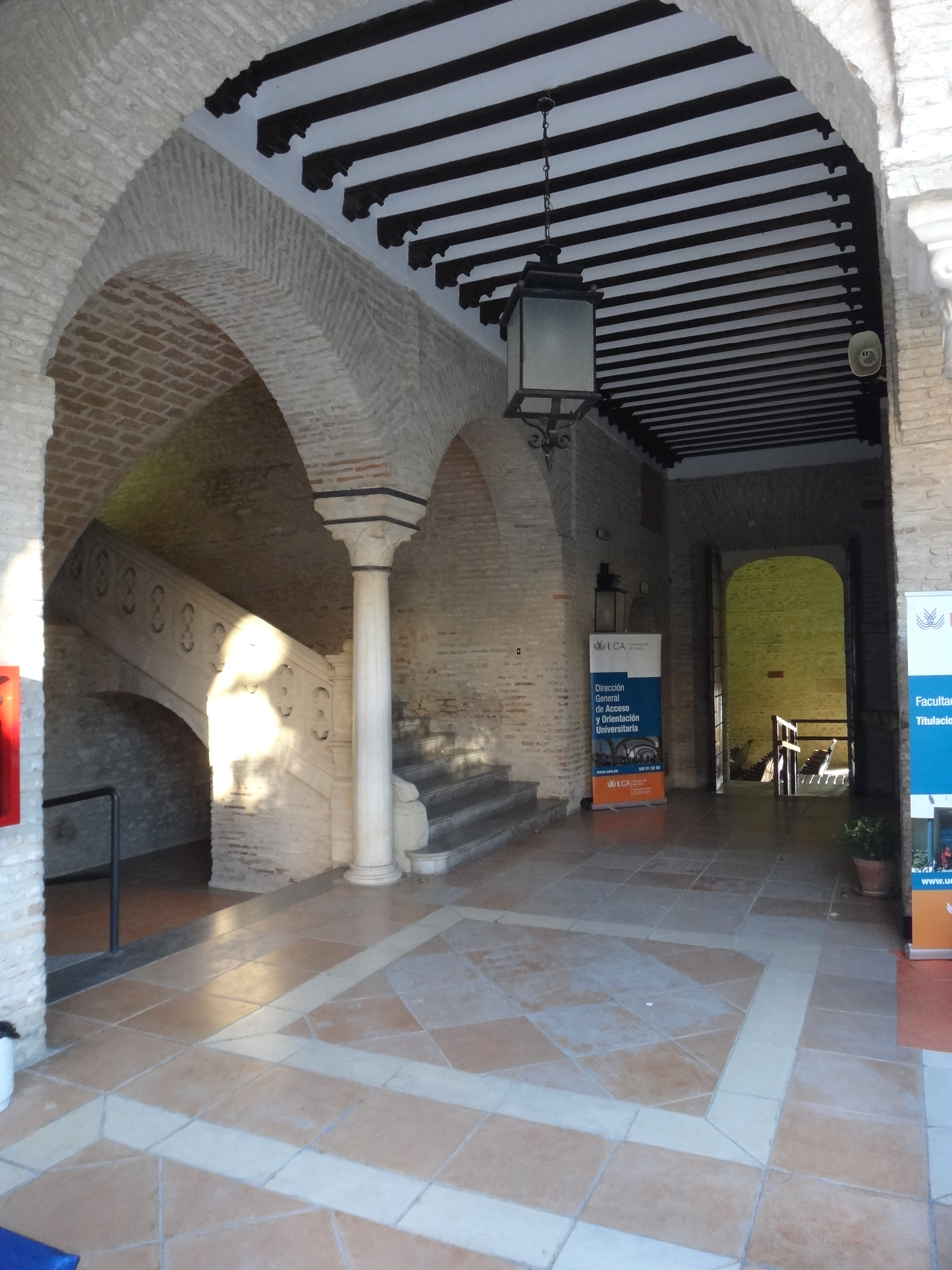
Interior

El edificio en sí consta de dos plantas y de un patio porticado con arcos de medio punto en su planta baja. Todo el edificio está construido en piedra y ladrillo. Posee, además, una hermosa escalera con barandilla de piedra labrada. 
Como objetos valiosos se encuentran, en la sala de medios audiovisuales, antes Sacristía, dos lápidas empotradas en la pared, pertenecientes a Francisco Enríquez de Ribera y su esposa Leonor Ponce de León, fundadores del monasterio de Nuestra Señora del Rosario, donde fueron enterrados; sus restos y correspondientes lápidas fueron trasladados al convento del Corpus Christi en 1981. 
De la época de su fundación se conserva un pozo para noria en sólida cantería con una escalera en espiral hasta el pozo y que suministra agua para el riego de los jardines adyacentes, plantados y cuidados en la actualidad, que sirven de zona de esparcimiento y recreo de alumnos, profesores y resto del personal. 
Lo más característico del conjunto son sus volúmenes, sobrios y exentos de decoración, que sólo se manifiesta en el enmarcado de las portadas, muy sencillas, con pilastras almohadilladas y pináculos apiramidados.